# Helena Berlewi
Helena Berlewi (pseudonim artystyczny Hel Enri, ur. 20 marca 1873 w Warszawie, zm. 18 grudnia 1976 w Paryżu) – polsko-żydowska malarka.
Berlewi przed ukończeniem siedemnastego roku życia wyszła za mąż za warszawskiego cadyka. Doczekała się trojga dzieci, w tym najstarszego syna, artysty awangardowego Henryka Berlewiego. W 1928 roku, już jako wdowa, wyemigrowała do Francji. Podczas okupacji hitlerowskiej była przetrzymywana wraz z jedyną córką w więzieniu we Francji. Po zakończeniu II wojny światowej pomagała jej ofiarom, pracując społecznie w Nicei.

## Kariera artystyczna
W 14 stycznia 1952 roku namalowała swój pierwszy obraz, którym zachwycił się Henryk, co dało początek jej drodze artystycznej. Dwa lata później debiutowała wystawienniczo w Galerii M. Bénézit w Paryżu, a w 1955 roku uczestniczyła w zbiorowej wystawie Odkryć (Découvrir) w Galerii Charpentier. W 1965 roku wzięła udział w wystawie Peinture naïve w La Boetie Gallery w Nowym Jorku. Od roku 1958 wystawy jej prac odbywały się regularne. Czterokrotnie brała udział w paryskim Salon des Indépendants. Do 1970 roku doczekała się ponad 30 wystaw na całym świecie.
Andrzej Osęka o jej twórczości pisał w „Przeglądzie Kulturalnym”: „Mimo braku studiów malarskich, mimo tak późno ujawnionego talentu, Hel Enri trudno zaliczyć do plastyków zwanych prymitywami. W jej malarstwie czuje się niewątpliwą kulturę plastyczną, kulturę jakże obcą tym środowiskom, które wydały Celnika Rousseau, Ociepkę, Nikifora”.

## Styl i technika
Dzieła Hel Enri to abstrakcyjne obrazy inspirowane przyrodą, ekspresje bądź wspomnienia artystki, nie zaś wizerunki konkretnych okazów ze świata roślin i zwierząt. Ukazane zostały za pomocą falistych, miękkich i krętych linii – fantazyjnych jak arabeska, ale także drobnymi punktami, niemal w pointylistycznej manierze. Technikę stosowaną przez artystkę współcześni jej krytycy porównywali do tej charakterystycznej dla zwojowego malarstwa chińskiej. Na pewno łączy je precyzja kładzionej kreski, a także wykorzystanie pustej przestrzeni w obrazie jako znaczącego elementu.
Choć swoje obrazy Hel Enri nazywała zielnikami, to ukazane na nich wizerunki nie dają się zidentyfikować. Przywołują na myśl zarówno kwiaty, jak i korzenie. A nawet okazy mikrofauny. Sama autorka podkreślała wręcz ich wieloznaczność, między innymi nadając im tytuły takie jak: Między florą a fauną (1952), Feuilles-Oiseaux (Liście – Ptaki, 1958)  oraz Kwiaty – motyle (1962).
Artystka malowała głównie na małych formatach, używając akwareli, gwaszy i pasteli, ale także flamastrów, długopisów i kredek. Mieszała techniki, dzięki czemu udawało jej się uzyskać iluzję różnorodnej faktury na powierzchni obrazów. Jej prace wyróżnia wyrafinowanie i intensywność kolorystyczna, które to uwidoczniają się w umiejętnym zestawienia ze sobą kontrastujących barw. Jest to zapewne efekt bezpośredniego obcowania artystki z twórczością francuskich ekspresjonistów.
Przedstawione w pracach Hel Enri organiczne formy, bliskie są sztuce kobiet, między innymi Georgii O’Keeffe czy Niki de Saint Phalle, tworzonej w tym samym czasie we Francji czy Stanach Zjednoczonych. Wykazują też podobieństwa kompozycyjne z twórczością przedstawiciela amerykańskiej abstrakcji, Sama Francisa (w szczególności prace takiej jak Kompozycja abstrakcyjna z 1958 i 1972). Jednocześnie wchodzą w dialog z geometrycznymi mechanofakturami jej syna, Henryka Berlewi.
W 1960 roku artystka zagrała główną rolę w filmie Marianne Oswald Bouquet des Femmes (Bukiet kobiet). W produkcji znalazła się również twórczość innych malarek: Élisabeth-Louise Vigée-Lebrun, Berthe Morisot, Suzanne Valadon, Soni Delaunay.
Dzieła Hel Enri znajdują się w zbiorach muzealnych, m.in. w Musée d’Art Moderne de Paris, Tel Aviv Museum of Art, Muzeum Narodowe w Warszawie, Muzeum Etnograficzne w Warszawie, a także w prywatnych kolekcjach.